# Kristína Ludíková
Kristína Ludíková (ur. 12 września 1988 w Trenczynie) – czeska badmintonistka. Uczestniczka Letnich Igrzysk Olimpijskich 2008.